# 鈴木啓之 (競馬)
鈴木 啓之（すずき けいゆき、1965年9月7日 - ）は、大井競馬場所属の調教師、元騎手。埼玉県出身。
地方競馬教養センター教養課程37期で、同期に向山牧（新潟→笠松）、井上俊彦（道営）、松井達也（浦和）などがいる。騎手時代の勝負服の柄は「胴紫・赤山形一本輪、そで黄」。地方競馬通算1233勝。引退時は、宮浦正行厩舎に所属。大井競馬所属だが、浦和競馬での騎乗数が多く、年間で250回を上回る事もあった。大井競馬に所属していた小林拓未元騎手は甥。
厩舎開業は、2009年5月25日。調教師としての初出走・初勝利は、同年6月1日大井競馬第2競走（コロニアルディーバ）。

## 主な騎乗馬
- アポロピンク（東京ダービー）
- アーデルジーク（東京王冠賞、大井記念）
- ハシルショウグン（川崎記念）
- トチノテイオー（アラブダービー、千鳥賞）
- アーデルエルザ（東京3歳優駿牝馬）
- リバテイリツチ（青雲賞、しらさぎ賞）
- ウエノマルクン（東京記念）
- ジングウブレーブ（東京盃）
- セラミツクボーイ（銀盃）
- サントス（サンタアニタトロフィー、アフター5スター賞）
- シンシナティキッド

## 主な管理馬
- ミヤサンキューティ（優駿スプリント、東京シンデレラマイル）
- ポッドギル（ユングフラウ賞）
- ハーフブルー（優駿スプリント）